# Survivor Series 1992
Survivor Series 1992 è stato il sesto evento annuale in pay-per-view prodotto dalla World Wrestling Federation. Si svolse il 25 novembre 1992 al Richfield Coliseum di Richfield, nell'Ohio.
A differenza delle precedenti edizioni, le Survivor Series 1992 posero maggiore enfasi su una serie di match uno contro uno piuttosto che sugli incontri a squadre ad eliminazione veri e propri. Nel main event, Bret Hart difese la cintura WWF Championship contro Shawn Michaels. L'evento comprese anche un tag team match altamente pubblicizzato tra Randy Savage & Mr. Perfect contro Ric Flair & Razor Ramon. Savage e Perfect vinsero l'incontro quando l'arbitro squalificò Flair e Ramon. Altri due match a stipulazione speciale furono The Big Boss Man contro Nailz in un Nightstick on a Pole Match, e The Undertaker contro Kamala in un Coffin Match. L'unico incontro ad eliminazione in stile classico Survivor Series fu quello che vide contrapposti i tag team dei Nasty Boys e dei Natural Disasters contro Money Inc. e Beverly Brothers. La particolarità del match fu che se anche uno solo dei membri di una coppia fosse stato eliminato, anche il partner avrebbe dovuto abbandonare la contesa.

## Storyline
Nella storyline riguardante il match tra The Big Boss Man e Nailz, quest'ultimò affermò che mentre stava scontando la pena in carcere, The Big Boss Man, che era una guardia della prigione, lo maltrattò. All'inizio del 1992, Nailz apparve in alcune vignette introduttive a parlare del suo odio verso Big Boss Man. Al suo debutto in WWF, Nailz attaccò Bossman e gli rubò il manganello, che usò per attaccare i suoi avversari nel corso dei mesi successivi.

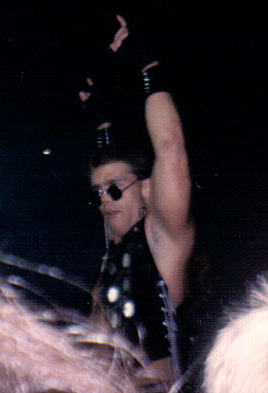
Shawn Michaels affrontò Bret Hart per il WWF World Heavyweight Championship alle Survivor Series

Poco dopo il debutto di Tatanka in WWF, fu coinvolto in un feud con Rick Martel. I due si affrontarono a WrestleMania VIII, dove Tatanka sconfisse Martel. Il mese successivo, Martel si vendicò attaccando Tatanka con un atomizzatore di acqua di colonia, e rubò le penne d'aquila che Tatanka portava per simboleggiare la sua discendenza Lumbee.
Ric Flair e il suo "consulente esecutivo" Mr. Perfect si allearono nella WWF per gran parte del 1992. Poi Flair perse il WWF World Heavyweight Championship contro "Macho Man" Randy Savage a WrestleMania VIII, e Flair e Perfect iniziarono un feud con Savage. Interferirono nel match di Savage a SummerSlam e lo fecero perdere per countout contro The Ultimate Warrior. La rivalità continuò, e Flair ricevette l'aiuto da Perfect e Razor Ramon per vincere il titolo WWF contro Savage il 1° settembre, match mandato in onda il 14 settembre nell'episodio di WWF Prime Time Wrestling. La WWF decise di mettere Savage in coppia con The Ultimate Warrior in un match contro Flair e Ramon a Survivor Series. Warrior però lasciò la WWF prima che il match possa aver avuto luogo. Ci furono due ipotesi sulla ragione dell'abbandono di Warrior che iniziarono a circolare in quel periodo. La prima afferma che fu licenziato a causa di alcune accuse di abuso di steroidi, mentre l'altra ipotesi diceva che lui era arrabbiato per i futuri piani della WWF riguardanti il suo personaggio. La WWF fu costretta a cambiare i piani presi in precedenza, e decise di far turnare face (buono) Perfect, che fino a prima era un heel (cattivo). Perfect e Flair cominciarono allora ad avere degli screzi mentre lottavano in coppia, e il 16 novembre, nella puntata di WWF Prime Time Wrestling, accettò l'offerta di lottare in coppia con Savage a Survivor Series.
Il Money Inc. ("Million Dollar Man" Ted DiBiase e Irwin R. Schyster) ebbero un feud con i The Natural Disasters (Earthquake e Typhoon) dal febbraio 1992 quando il manager Jimmy Hart voltò le spalle a Earthquake e a Typhoon, aiutando i Money Inc. Con l'aiuto di Hart, i Money Inc. sconfissero i Legion of Doom per il WWF Tag team Championship il 7 febbraio 1992. Cinque mesi più tardi, Earthquake e Typhoon sconfissero i Money Inc. vincendo i titoli. I Natural Disasters iniziarono poi un feud con i The Beverly Brothers (Beau e Blake), e li sconfissero in un match per il titolo a SummerSlam 1992. Poi fu annunciato un match per Survivor Series dove i Natural Disasters, in squadra con i Bushwhackers (Luke e Butch), avrebbero affrontato i Money Inc. e i The Beverly Brothers. Tuttavia, quando i The Nasty Boys (Brian Knobbs e Jerry Sags), gestiti anche loro da Hart, furono programmati per affrontare i Natural Disasters per il titolo il 13 ottobre, Hart sostituì i Nasty Boys all'ultimo minuto con i Money Inc., che riconquistarono il titolo con l'aiuto dei The Headshrinkers. Questo portò alla rottura dei legami tra Hart e i Nasty Boys, che ricevettero il posto dei Bushwhackers nel Survivor Series match per ottenere vendetta su Jimmy Hart e Money Inc.
A SummerSlam 1992 nel mese di agosto, The Undertaker sconfisse Kamala. Harvey Wippleman, il manager di Kamala, voleva vendicarsi, quindi fu sancita una rivincita per Survivor Series. Si decise che quello non sarebbe stato un semplice match, ma il primo coffin match nella storia della WWF, dove per vincere il match bisogna prima schienare o sottomettere l'avversario e poi rinchiuderlo in una bara.
La WWF inoltre decise che The British Bulldog avrebbe dovuto difendere il WWF Intercontinental Championship contro The Mountie a Survivor Series. La WWF tuttavia licenziò The British Bulldog a causa di alcune accuse di steroidi, e consegnò quindi la cintura a Shawn Michaels il 14 novembre nell'episodio di Saturday Night's Main Event. Jake Roberts fu designato come sfidante di Bret Hart per il WWF World Heavyweight Championship il 12 ottobre. Alla fine, però, si decise che Michaels avrebbe affrontato Bret per il titolo mondiale WWF, mentre il titolo intercontinentale di Shawn non sarebbe stato messo in palio.

## Evento
| Ruolo:         | Nome:             |
| -------------- | ----------------- |
| Commentatori   | Bobby Heenan      |
| Commentatori   | Vince McMahon     |
| Intervistatori | Lord Alfred Hayes |
| Intervistatori | Sean Mooney       |
| Intervistatori | Gene Okerlund     |
| Ring announcer | Howard Finkel     |
| Arbitri        | Mike Chioda       |
| Arbitri        | Danny Davis       |
| Arbitri        | Earl Hebner       |
| Arbitri        | Joey Marella      |

Prima che l'evento fosse trasmesso in pay-per-view, Crush sconfisse Repo Man per sottomissione. Nel primo match televisivo, i High Energy (Owen Hart e Koko B. Ware) affrontarono gli The Headshrinkers (Samu e Fatu). Samu usò la sua forza fisica per controllare i primi minuti del match contro Hart. Ware entrò nel quadrato e assunse il vantaggio, fino a quando, dopo aver preso le due teste degli avversari, le sbatté una contro l'altra. Secondo la storyline WWF, i samoani, quindi anche i Headshrinkers, avevano delle teste così dure da essere insensibili al dolore. A causa dei ciò, gli Headshrinkers non sentirono nulla, e ripresero il match come se nulla fosse. Afa, il manager occasionale dei due samoani, attaccò Ware, mentre l'arbitro era distratto. Samu e Fatu si alternarono l'attacco sul wrestler di colore, e Fatu eseguì un thrust kick su Ware. I The Headshrinkers usarono delle tecniche di coppia irregolari per governare il match per diversi minuti, fino a quando Hart entrò nel ring. Eseguì dei dropkick dalla terza corda su entrambi i samoani. Mentre cercava di attaccare nuovamente Samu dalla terza corda, quest'ultimo lo prese e lo sbatté a terra con una Powerslam, e poi Fatu lo attaccò con una diving splash.

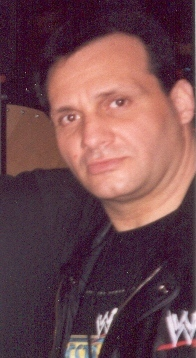
Steve Lombardi apparve nello show come Kim Chee, il manager di Kamala

La contesa successiva, dove si affrontarono The Big Boss Man e Nailz, fu un nightstick on a pole match. Un manganello fu appeso sopra il ring e un wrestler avrebbe potuto usarlo, una volta recuperato. Nailz iniziò il match cercando di prendere il manganello, ma Boss Man lo fermò. Nailz soffocò Boss Man prima di ritentare di prendere il manganello arrampicandosi sul paletto. Boss Man attaccò Nailz con dei pugni e poi tentò anch'egli di scalare il palo. Nailz lo fermò, eseguì un back body drop e soffocò di nuovo Boss Man. Quest'ultimo si riprese e assunse il controllo del match, ma sbagliò uno splash, il che diede a Nailz un'altra possibilità di recuperare il manganello. Entrambi gli uomini si attaccarono con una Clothesline, ma Boss Man si riprese prima e riuscì a prendere il manganello. Con esso colpì Nailz, ma egli lo prese e lo usò contro Boss Man. A quel punto Big eseguì la sua mossa finale, la Boss Man slam, e lo schienò, ottenendo quindi la vittoria.
Tatanka controllò l'inizio del match successivo contro "The Model" Rick Martel con diversi lanci e dropkick. Martel rispose attaccando Tatanka con una front facelock. Tatanka si riprese, ma Martel usò la stessa identica mossa subito dopo. Effettuò un neckbreaker su Tatanka prima di tornare alla stessa presa di prima. Tatanka assunse il vantaggio eseguendo una clothesline su Martel. Quest'ultimo si mise a correre verso Tatanka, ma egli si spostò fuori strada e Martel colpì la spalla contro il paletto. Tatanka si concentrò sulla spalla ferita dell'avversario, ma alla fine fu gettato fuori dal ring da Martel. Il vantaggio di Martel fu di breve durata, infatti Tatanka eseguì una serie di backhand chops e una Tomahawk chop dalla terza corda prima di schienare The Model dopo una Samoan drop. Tatanka ottenne la vittoria per schienamento e recuperò le sue penne da Martel dopo il match. Mentre la contesa era in corso, Doink the Clown, fece la sua prima apparizione, quando, nel backstage, fece dei palloncini con forme di animali.
In seguito ci fu uno dei due main event, dove Ric Flair e Razor Ramon affrontarono Mr. Perfect e Randy Savage. Ramon e Perfect iniziarono il match, ma Flair entrò nel ring dopo che Perfect lo insultò. Egli poi gettò Flair in un angolo, ma egli si spostò, facendo andare l'avversario oltre la terza corda. Savage attaccò Ric e prese il posto di Perfect sul ring per mantenere il vantaggio su Flair. Fuori dal quadrato, Ramon colpì Savage con una ginocchiata, e Flair e Ramon si alternarono l'attacco del ginocchio di Savage. Mentre Ramon stava eseguendo una half Boston crab su Savage, Perfect capì che avrebbero sicuramente persola contesa, lasciando Randy da solo in balia dei nemici. Savage recuperò il vantaggio brevemente, cercando di schienare Flair, ma Ramon eseguì una Chokeslam su Randy. Flair tentò allora di attaccare Savage dalla terza corda, ma Savage riuscì a gettarlo fuori dal ring. Perfect eseguì un neckbreaker e un atomic drop su Ramon. Al di fuori del ring, Flair attaccò Savage con una sedia. L'arbitro perse i sensi, e Perfect cercò di schienare Ramon eseguendo un PerfectPlex. Visto che l'arbitro aveva momentaneamente perso i sensi, ne arrivò un altro di riserva dal backstage. Poi l'arbitro originale del match si riprese quando Perfect tentò di schienare Flair con un PerfectPlex. Flair sfuggì al tentativo di schienamento, e lui e Ramon attaccarono Perfect fino a quando gli arbitri non furono in grado di tenere il match sotto controllo. Di conseguenza, Ramon e Flair furono squalificati, e la vittoria fu assegnata per squalifica a Savage e Perfect.

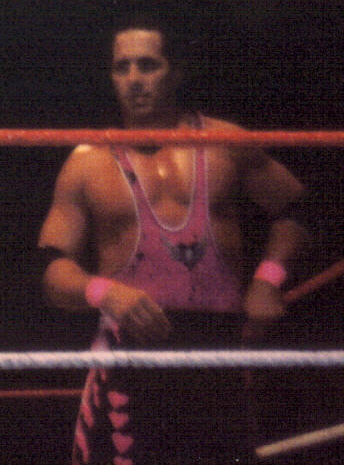
Bret Hart sconfisse Shawn Michaels vincendo il WWF World Heavyweight Championship

Nel match successivo, Virgil affrontò Yokozuna, che all'epoca pesava 505 libbre. Virgil fu in grado di colpire Yokozuna con diversi savate kick. Yokozuna eseguì un ennesimo savate kick su Virgil prima di buttarlo a terra fuori dal ring per ben due volte. Eseguì poi un legdrop su Virgil, ma egli riguadagnò il vantaggio grazie a una distrazione dell'avversario. Yokozuna vinse comunque la contesa, dopo aver eseguito una splash dalla terza corda e un Banzai Drop.
Il match successivo fu un tag team elimination match, dove i Natural Disasters (Earthquake e Typhoon) in squadra con i Nasty Boys (Jerry Sags e Brian Knobbs), affrontarono i Money Inc. (Ted DiBiase e Irwin R. Schyster) in squadra con i Beverly Brothers (Beau e Blake). La regola principale è che quando un uomo viene eliminato, fa la stessa fine il suo tag team partner. Blake Beverly e Typhoon iniziarono il match, ma Beau e Earthquake entrarono presto sul quadrato. I Disasters guadagnarono il controllo del match, attaccando Blake Beverly, ed i Nasty Boys entrarono nel ring per assistere i Disasters. Blake attaccò Sags e diede il cambio al compagno di coppia. Beau entrò nel quadrato ma fu attaccato da Sags con una bodyslam; Sags però si distrasse, il che permise a Beau di attaccarlo con un suplex di dare il cambio a DiBiase. I Money Inc. si alternarono l'attacco su Sags fino a quando Earthquake entrò sul ring. Egli eseguì una Earthquake splash su Beau Beverly, e lo schienò, eliminando i fratelli Beverly. Earthquake si concentrò poi su DiBiase, prima che entrambi gli uomini dessero il cambio al loro legittimo partner. Typhoon provò ad eseguire una splash su Schyster, ma inciampò a causa di uno sgambetto da parte di DiBiase. Schyster schienò Typhoon eliminando i Natural Disasters. Mentre Schyster stava festeggiando, Sags lo schienò rapidamente, facendo vincere la contesa ai Nasty Boys.
In seguito ci fu un coffin match, dove The Undertaker affrontò Kamala. Egli cominciò il match mostrando subito molta paura per Taker, e uscì dal ring spaventato. A quel punto Undertaker cominciò a inseguirlo a bordo ring, Kamala rientrò nel ring, seguito da Taker, e il wrestler cominciò a schiaffeggiarlo e ad attaccarlo con delle chop. Poi lo lanciò all'angolo, ma ecco che Taker si riprende e comincia a colpire l'avversario con dei pugni molto violenti, ed esegue una delle sue mosse caratteristiche, la Arm twist ropewalk chop. Dopo aver lanciato all'angolo l'avversario e averlo colpito con una Clothesline, prova a strozzarlo, fermato dall'arbitro che minaccia di squalificarlo se non lascia subito la presa al collo del wrestler di colore. Quest'ultimo riesce a riprendere il controllo della situazione buttando Taker fuori dal quadrato. Lo scontro si sposta fuori dal ring, dopo Kamala attacca il nemico con una sedia. Dopo essere ritornati sul ring, Paul Bearer, il manager di Undertaker, mostra a quest'ultimo l'urna che contiene i "suoi poteri" (secondo la storyline). Allora Kamala attacca Taker con tre Body slam, seguiti da tre splash. Mentre Bearer cercava di far rivedere l'urna a Taker, gli accompagnatori di Kamala lo attaccano (Bearer), facendo cadere l'urna dentro il ring. Kamala però si rifiuta di attaccare l'avversario con l'urna, e allora è il Deadman ad usarla contro l'avversario. Allora Undertaker schiena l'avversario, vincendo quindi il match. A quel punto Taker mette l'avversario rinchiude l'avversario nella bara, chiudendo essa con dei chiodi conficcati con un martello con la scritta "RIP". A quel punto Taker festeggia la vittoria sul ring, mentre Bearer porta la bara contenente Kamala dietro le quinte.
Nell'ultimo match dell'evento, Bret Hart difese il suo WWF World Heavyweight Championship contro Shawn Michaels. Il primo a entrare sul quadrato fu Michaels, seguito da Hart. Prima di ciascuna delle due entrate ci furono due brevi interviste. I due avversari cominciarono a studiarsi, e partono all'attacco con diversi clinch, poi Hart lanciò Michaels all'angolo, e visto che non lasciava la presa, dovette intervenire l'arbitro. Nei primi minuti del match nessuno dei due lottatori assunse un controllo assoluto del match, fino a quando Hart intrappolò l'avversario nella Hammerlock (mossa di sottomissione al braccio). La situazione è stazionaria per diversi minuti, fino a quando Bret lancia violentemente Shawn fuori dal ring. Il wrestler canadese riporta Michaels sul quadrato e lo rinchiude nuovamente nella Hammerlock. Stavolta Michaels si riprende abbastanza velocemente e lancia Hart contro le corde, che dopo aver provato lo schienamento, colpisce Michaels con una Running splash. Riprova lo schienamento, ma si ferma al conto di due, facendo cadere Hart fuori dal ring. Bret ritorna facilmente sul ring, schienando per l'ennesima volta l'avversario e chiudendolo poco dopo in un'altra Hammerlock. Situazione stazionaria per diversi secondi fino a quando Shawn riesce finalmente a liberarsi dalla presa. Gli uomini si scambiano diversi pugni, poi Bret lo attacca con una Clothesline, e lo rinchiude per l'ennesima volta nella Hammerlock. Michaels si libera dalla presa e lancia violentemente Hart contro le corde, che sbatte il collo contro di esse. Micheals prova a lanciare Hart all'angolo, ma lui non ci sta, e colpisce l'avversario con dei pugni, lancia Michaels all'angolo, prova ad eseguire un Spear sull'avversario, ma egli si toglie, e Hart va a sbattere la spalla contro il palo di sostegno del ring. Michaels colpisce con dei pugni Hart in pieno volto, poi lo lanciò di faccia all'angolo. Lo schienamento effettuato da Shawn si fermò a due, poi Michaels eseguì una Hammerlock su Hart. La situazione fu stazionaria per diversi minuti, poi Hart riuscì a liberarsi a suon di gomitate, si lanciò verso le corde ma fu colpito da un dropkick. Ennesimo schienamento da parte di Michaels che poco dopo eseguì un'altra Hammerlock sull'avversario. Ma ecco che Hart si ribella ed esegue un Neckbreaker. Poi Bret esegue la Sharpshooter, la sua mossa finale prediletta. Michaels cede, quindi Hart rimane campione mondiale WWF.

## Conseguenze
Ric Flair e Mr. Perfect continuarono il loro feud, anche se Flair chiese di poter abbandonare la WWF al fine di tornare alla World Championship Wrestling (WCW). La sua richiesta fu accetta a condizione che egli aiutasse a costruire Perfect come un face credibile. I due uomini si attaccarono l'un l'altro durante il Royal Rumble match di Royal Rumble 1993, dove Perfect eliminatò Flair dal match. La notte seguente, Perfect sconfisse Flair in un loser leaves town match. Flair non fece più ritorno in WWF fino a quando McMahon acquistò la WCW nel 2001.

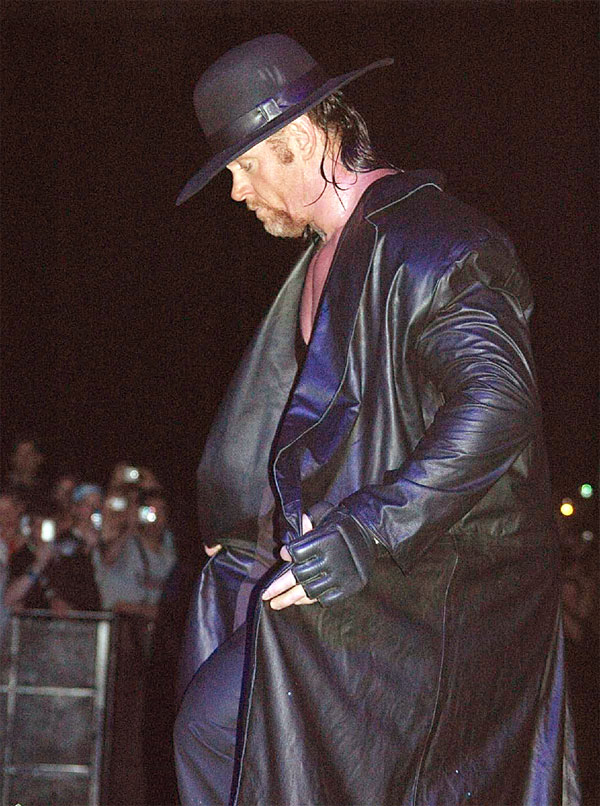
The Undertaker uscì vittorioso in entrambi i pay-per-view dove affrontò Giant Gonzalez

Il feud di Undertaker con Harvey Wippleman continuò per diversi mesi dopo Survivor Series. A Royal Rumble 1993 Wippleman introdusse un nuovo lottatore di nome Giant Gonzalez. Pur non essendo previsto nel Royal Rumble match, Gonzalez attaccò The Undertaker e lo eliminò dalla contesa. I due uomini si affrontarono a WrestleMania IX, dove Gonzalez fu squalificato per aver attaccato The Undertaker con uno straccio bagnato da cloroformio. Wippleman accompagnò Gonzalez e Mr. Hughes in un altro attacco contro The Undertaker, dove Hughes rubò l'urna di Undertaker. Il feud fu risolto a SummerSlam 1993, dove The Undertaker sconfisse Gonzalez in un periodo di riposo in un Rest in Peace match.
Il push di Yokozuna continuò, e vinse il Royal Rumble match di Royal Rumble 1993, guadagnò un match per il WWF Championship contro Bret Hart a WrestleMania IX. A WrestleMania, sconfisse Hart vincendo il titolo. Immediatamente sfidò Hulk Hogan in un match di qualunque tipo, e WrestleMania si concluse con la sconfitta di Yokozuna del titolo WWF contro Hogan in 21 secondi.
Sconvolto per il denaro ricevuto per lottare a SummerSlam, Kevin Wacholz (Nailz) ebbe un faccia a faccia con il proprietario WWF Vince McMahon subito dopo Survivor Series 1992. Secondo il verbale della polizia, Kevin attaccò fisicamente McMahon. Di conseguenza, Nailz fu immediatamente licenziato dalla WWF. Apparve per un breve periodo nella promozione rivale della WWF, la World Championship Wrestling (WCW) come un prigioniero in carcere, ma fu rilasciato dopo che la WWF citò in causa la WCW per aver dato quel ruolo a Nailz. La rabbia tra Wachholz e McMahon si estese nel processo di McMahon nel 1994, quando egli fu accusato di distribuire steroidi ai lottatori. Anche se Wacholz testimoniò contro McMahon, le sue dichiarazioni, secondo i giudici, furono forzate dall'odio che Wacholz provava per McMahon, e si dimostrarono dannose per l'accusa.
Shawn Michaels fu coinvolto in un feud con il ex tag team partner, Marty Jannetty. Il tag team si spezzò nella prima parte dell'anno quando Michaels attaccò Jannetty. Michaels sconfisse Jannetty alla Royal Rumble del 1993, dove Michaels difese il suo WWF Intercontinental Championship.

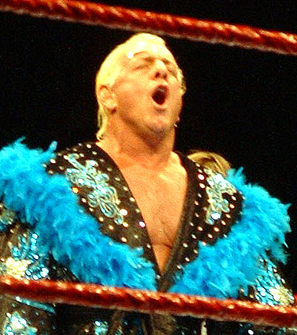
Ric Flair lasciò la WWF nel 1993

### Accoglienza
A Survivor Series 1992 ci furono circa 17.500 fan, come l'anno precedente. Il buyrate per il pay-per-view fu di 1,4, il che significa che l'1,4% delle famiglie a cui l'evento fu disponibile acquistarono il pay-per-view. Questo infatti fu il più basso tasso di acquisto nella storia di Survivor Series, molto inferiore al 2,2 % di buyrate dell'anno precedente.
Scrivendo il libro The History of WWE, Matt Peddycord dichiarò che l'evento fu "abbastanza decente", pur considerando che The Mountie, Davey Boy Smith e The Ultimate Warrior lasciarono la federazione poco prima dell'inizio dello show. Su una scala di cinque stelle, valutò solo il match Flair/Ramon contro Savage/Perfect e la contesa Hart/Michaels superiori a una stella. Egli dichiarò che l'evento è "consigliato, ma non obbligatorio", anche se il match per il titolo WWF fu un "must-see" (ovvero da vedere).
Adam Gutschmidt, recensendo l'evento per Online Onslaught, diede un voto di un quarto di stella per il Nightstick on a Pole match e metà stella per i match: High Energy vs. The Headshrinkers e Yokozuna vs. Virgil. Gli piacque la contesa per il titolo WWF, anche se fu deluso dalla mancanza di storyline per questo match prima dell'evento. Ritenne inoltre che il match Flair/Ramon contro Savage/Perfect fu buono fino a quando il finale andò fuori controllo.
L'evento fu rilasciato in Nord America in VHS da Coliseum Video l'11 febbraio 1993. La versione in VHS fu rilasciata nel Regno Unito l'8 marzo 1993. Una versione in DVD è anche disponibile nel Regno Unito; è stato confezionato insieme a Survivor Series 1991 come parte della linea WWE Tagged Classics, ed è stato pubblicato il 7 novembre 2005.

## Risultati
| #          | Risultati | Stipulazioni                                   | Durata |
| ---------- | --- | ---------------------------------------------- | ------ |
| Dark match | Crush ha sconfitto Repo Man | Single match                                   | N/A    |
| 1          | The Headshrinkers (Samu e Fatu) (con Afa) hanno sconfitto High Energy (Owen Hart e Koko B. Ware) | Tag team match                                 | 07:40  |
| 2          | Big Boss Man ha sconfitto Nailz | Nightstick on a Pole match                     | 05:44  |
| 3          | Tatanka ha sconfitto Rick "The Model" Martel | Single match                                   | 11:07  |
| 4          | Randy Savage e Mr. Perfect hanno sconfitto Razor Ramon e Ric Flair per squalifica | Tag team match                                 | 16:38  |
| 5          | Yokozuna (con Mr. Fuji) ha sconfitto Virgil | Single match                                   | 03:34  |
| 6          | The Nasty Boys (Brian Knobbs e Jerry Sags) e The Natural Disasters (Earthquake e Typhoon) hanno sconfitto Money Inc. (Ted DiBiase e Irwin R. Schyster) e The Beverly Brothers (Beau Beverly e Blake Beverly) (con Jimmy Hart e The Genius) | Four-on-four Survivor Series elimination match | 15:50  |
| 7          | The Undertaker (con Paul Bearer) ha sconfitto Kamala (con Kim Chee e Harvey Wippleman) | Coffin match                                   | 05:27  |
| 8          | Bret Hart (c) ha sconfitto Shawn Michaels | Single match per il WWF Championship           | 26:40  |